# Meragisa cloacina
Meragisa cloacina är en fjärilsart som beskrevs av Paul Dognin 1914. Meragisa cloacina ingår i släktet Meragisa och familjen tandspinnare. Inga underarter finns listade i Catalogue of Life.